# ATP German Open 1992
Il German Open 1992 è stato un torneo di tennis giocato sulla terra rossa. È stata l'86ª edizione del Torneo di Amburgo, che fa parte della categoria ATP Super 9 nell'ambito dell'ATP Tour 1992. Si è giocato al Rothenbaum Tennis Center di Amburgo in Germania, dal 4 al 10 maggio 1992.

## Campioni

### Singolare
Stefan Edberg ha battuto in finale  Michael Stich 5–7, 6–4, 6–1.

### Doppio
Sergio Casal /  Emilio Sánchez hanno battuto in finale  Carl-Uwe Steeb /  Michael Stich con il punteggio di 6–3, 3–6, 6–4.